# Mycoleptodonoides
Mycoleptodonoides là một chi fungi thuộc họ Meruliaceae.